# Întunericul alb
Întunericul alb este un film românesc din 1982 regizat de Andrei Blaier. Rolurile principale au fost interpretate de actorii Emanoil Petruț, Silvia Ghelan, Carmen Galin.

## Distribuție
Distribuția filmului este alcătuită din:
- Emanoil Petruț — Merca
- Gheorghe Dinică — Saxofonistul
- Valentin Uritescu — Primarul
- Alexadru Dobrescu — Cristescu
- Maria Gligor — Nevasta contabilului
- Florin Călinescu — Ștefan
- George Negoescu — Paznicul
- Dinu Ianculescu — Procurorul
- Radu Vaida — Iancu
- Silvia Ghelan — Bătrâna
- Carmen Galin — Stela

## Primire
Filmul a fost vizionat de 1.379.432 de spectatori în cinematografele din România, după cum atestă o situație a numărului de spectatori înregistrat de filmele românești de la data premierei și până la data de 31 decembrie 2014 alcătuită de Centrul Național al Cinematografiei.